# Hermann Hoffbauer

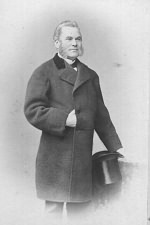
Hermann Hoffbauer

Hermann Hoffbauer (* 30. Juni 1819 in Halberstadt; † 4. Januar 1884 in Potsdam) war ein deutscher Kaufmann, Industrieller und Stifter für soziale Zwecke.

## Leben und Wirken

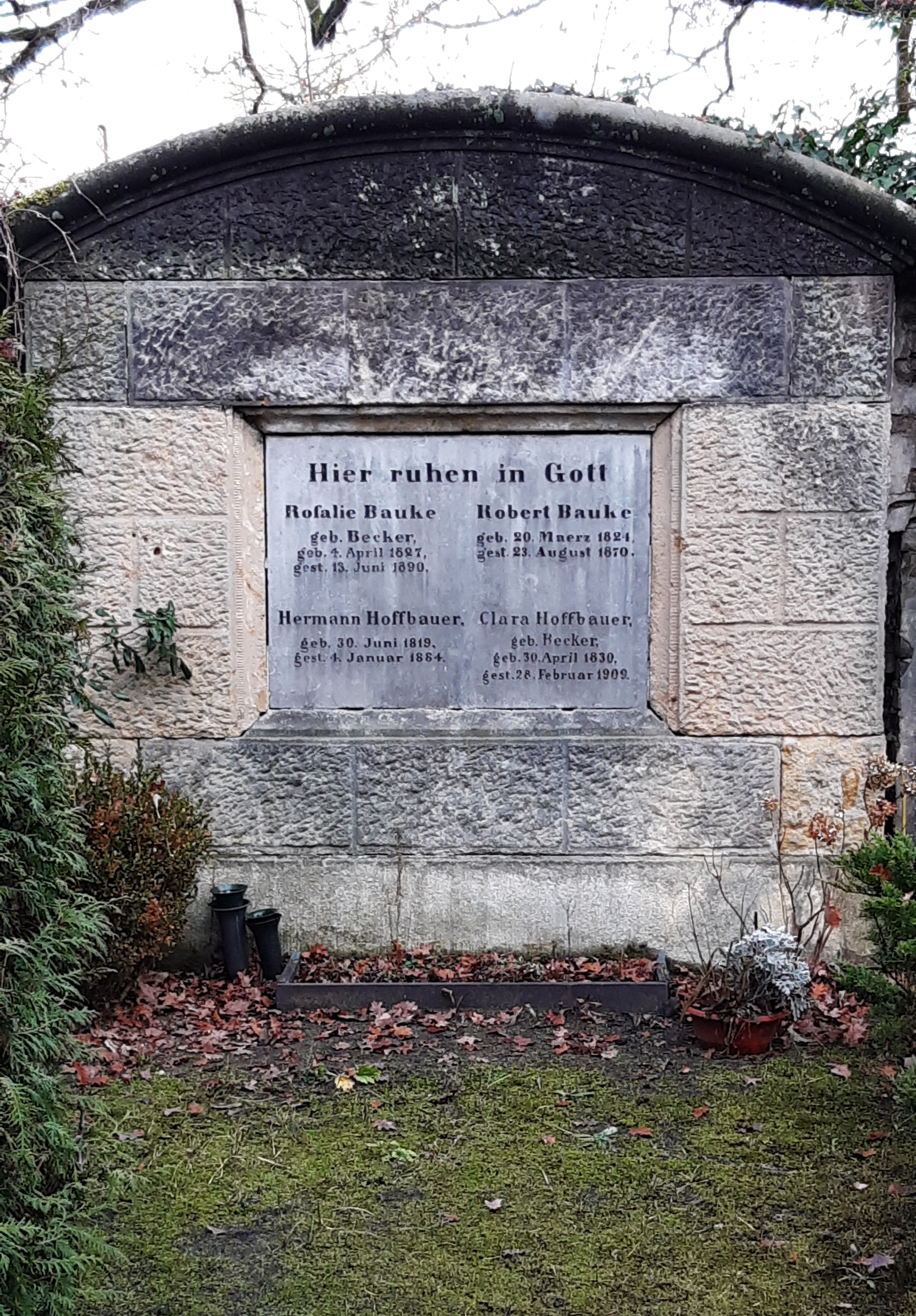
Grabstätte auf dem Neuen Friedhof Potsdam.

Hermann Hoffbauers Vater war Kaufmann. Gegen 1840 zog Hermann nach Berlin. Dort lernte er seine Frau Clara Becker (1830–1909) kennen, die Tochter des wohlhabenden Kommerzienrats Ludwig Becker war. Am 6. Oktober 1850 heirateten beide. Das Paar blieb kinderlos.
Mit seinem Schwager Emil Becker gründete Hermann Hoffbauer 1856 eine Teppichfabrik. Mit Emil Becker und dem Techniker Anton Funk hatte Hermann Hoffbauer ein auf den 6. Dezember 1865 datiertes Patent für einen mechanischen Webstuhl. Er war Hoflieferant des preußischen Königs und Geheimer Kommerzienrat. Im Jahr 1873 gründete Hermann Hoffbauer für seine Angestellten eine Kranken- und Unterstützungskasse.
1870 zog das Ehepaar Hoffbauer nach Potsdam in das Havelhaus an der Planitz-Stadtkanalmündung. Noch zu Lebzeiten plante das Ehepaar Hoffbauer die Gründung einer Stiftung und legte diese 1878 testamentarisch fest. Hermann Hoffbauer war in Potsdam Patient von Ernst von Bergmann. Dieser soll ihm bei der Ausarbeitung des Testaments unterstützt haben. Hermann Hoffbauer starb trotz mehrfacher chirurgischer Intervention Bergmanns an einem Krebsleiden. Die Erkrankung soll auf oder nach einer Handelsreise nach Alexandria festgestellt worden sein. Diakonissen sollen sich um die Pflege gekümmert haben, was mit ein Grund für die testamentarische Stiftung gewesen sei.
Nachdem Herrmann Hoffbauer 1884 verstorben war, betrieb seine Frau die Verwirklichung des Stiftungsprojektes weiter und gründete auf der Halbinsel Tornow die am 30. Juni 1901 – dem Geburtstag Hermanns – eingeweihte Hoffbauer-Stiftung. Diese wurde mit einem Vermögen von 6 Millionen Mark und mehreren Gebäuden ausgestattet. Der Tornow, auf der sich das gesamte Stiftungsgelände befindet, wurde Hoffbauer zu Ehren in Hermannswerder umbenannt.
Das gemeinsame Grab von Hermann Hoffbauer und seiner Ehefrau Clara befindet sich auf dem Potsdamer Neuen Friedhof.